# Reda Jaadi
Reda Jaadi (sinh 14 tháng 2 năm 1995) là một cầu thủ bóng đá Bỉ thi đấu cho Royal Antwerp.

## Cuộc sống cá nhân
Jaadi sinh ra ở Bỉ và có gốc Maroc. Reda là anh của cầu thủ trẻ quốc gia Maroc, Nabil Jaadi.